# Stephen M. White
Stephen M. White (San Francisco, 1853. január 19. – Los Angeles, 1901. február 21.) az Amerikai Egyesült Államok szenátora (Kalifornia, 1893–1899).